# Afroscleropogon lavignei
Afroscleropogon lavignei là một loài ruồi trong họ Asilidae. Afroscleropogon lavignei được Londt miêu tả năm 1999. Loài này phân bố ở vùng nhiệt đới châu Phi.